# Heterosmilax yunnanensis
Heterosmilax yunnanensis là một loài thực vật có hoa trong họ Smilacaceae. Loài này được Gagnep. miêu tả khoa học đầu tiên năm 1934.